# Gabriel Kahane
Pour les articles homonymes, voir Kahane.
Gabriel Kahane (né 1981 à Venice Beach en Californie) est un auteur-compositeur-interprète américain habitant à New York. Son œuvre la plus connue est  Craigslistlieder (2006)[réf. souhaitée].

## Biographie
Gabriel Kahane est le fils de Jeffrey Kahane, un pianiste et chef d'orchestre célèbre[réf. nécessaire]. Il allait au conservatoire de Nouvelle-Angleterre avant son transfert à l'université Brown, où il a écrit sa première comédie musicale[réf. nécessaire].
Il habite à Brooklyn (New-York). Il joue ses chansons originales à travers les Etats-Unis. Il a écrit une comédie musicale pour le Public Theater, February House.

## Les Œuvres
Le style musical de Gabriel Kahane est éclectique. Il mélange ses origines de la musique classique avec les influences de la musique pop et folk. Il est souvent comparé avec Sufjan Stevens et Rufus Wainwright, avec lesquels il collabore souvent.
Son œuvre la plus connue, Craigslistlieder, utilise les pubs réelles de Craigslist pour les paroles des chansons. D'autres artistes ont chanté cette œuvre.
Son premier CD, Gabriel Kahane, a reçu des bonnes critiques.

## Théâtre
Kahane a travaillé avec Les Freres Corbusier de New York comme chef de musique (avec notamment les titres A Very Merry Scientology Pageant et  Bloody Bloody Andrew Jackson à Los Angeles). Il a été accrédité par le Signature Theater à Arlington, en Virginie, et par le Public Theater à New York.

## Pour écouter
- On peut trouver Craigslistlieder et d'autres chansons sur le site de Gabriel Kahane[5].
- "Neurotic and Lonely" des Craigslistlieder, interprété par la soprano américaine Jacqueline Bolier.